# Lonely Woman
Lonely Woman ("donna solitaria") è un brano musicale jazz composto da Ornette Coleman nel 1959 come pezzo strumentale ed inserito nel suo album The Shape of Jazz to Come dello stesso anno. Successivamente, su iniziativa di John Lewis, nel 1961 Margo Guryan ha scritto un testo da adattare al brano. Con il passare degli anni la malinconica ballata è diventata uno standard jazz.

## Il brano
Il brano è una languida ballata, forse la composizione più celebre di Coleman. Si tratta di un pezzo fortemente intriso di lirismo dove il sassofono di Ornette la fa da padrone, sostenuto dalla batteria di Higgins. Nel brano, le frasi non si articolano in una struttura simmetrica, ma ne creano una alquanto libera, solo vagamente simile a quelle normalmente utilizzate nel jazz. Anche la pulsazione ritmica che sostiene le frasi, non segue rigidi schemi ma è molto libera e varia. Nonostante ciò, Lonely Woman possiede una qualità melodica notevole, anche se non in maniera convenzionale, in grado di imprimersi nella memoria anche solo dopo pochi ascolti. Nondimeno, i suoni da loro emessi sembrano dissonanti e sgradevoli ad un primo ascolto. Nella registrazione di Coleman, interagiscono, nettamente separati sul canale stereo destro e sinistro, il sax alto di Ornette e la tromba di Cherry, che, sfasati e fuori tempo l'un con l'altro, intonano il tema principale come un lamento, in maniera attentamente studiata, sopra delle linee di basso chiaramente definite.

### Struttura
La struttura del tema in re minore si poggia fortemente sulla classica forma canzone AABA. Nella versione strumentale originale incisa da Coleman sul disco The Shape of Jazz to Come del 1959, la sezione A della melodia è colorata di blues, mentre la parte B è un riff ritmico. Tuttavia, non è data nessuna cornice armonica, e nessun tempo prestabilito viene rispettato secondo i canoni. Contrabbasso e batteria iniziano il brano all'unisono, per poi lasciare la scena al sax di Coleman e alla tromba di Cherry.

## Formazione
- Ornette Coleman: sassofono contralto
- Don Cherry: cornetta
- Charlie Haden: contrabbasso
- Billy Higgins: batteria

## Reinterpretazioni
La prima versione completa di testo del 1961, venne registrata dal cantante Chris Connor con l'accompagnamento di Phil Woods, Oliver Nelson e Sol Schlinger, e inclusa sull'album Free Spirits (Atlantic 8061).
Nel 1962 il Modern Jazz Quartet scelse la composizione come title track del loro album Lonely Woman (Atlantic 1381), che include soltanto un'altra traccia a firma di un artista estraneo al gruppo. Nello stesso anno, il leader e pianista del Modern Jazz Quartet, John Lewis, incise il brano in Europa insieme a Svend Asmussen sull'album European Encounter (Atlantic 1392).
Queste prime cover furono abbastanza di successo da rendere Lonely Woman un classico. Coleman stesso reincise la canzone diverse volte nel corso degli anni: nel 1972, con la cantante Asha Puthli, nel 1979 con il suo gruppo (nell'album Old and New Dreams), ancora nel 1989 con Charlie Haden, Don Cherry, e Ed Blackwell, e con James Blood Ulmer nel 1996. Il brano è diventato un banco di prova per i musicisti delle avanguardie musicali: esistono alcune reinterpretazioni da parte di Lester Bowie, Billy Bang, Ignaz Schick, Hugh Ragin, e Ran Blake. La cantante Diamanda Galás, senza ricorrere al testo esistente, ne ha fornito una versione vocale struggente (intitolata La Serpenta Canta).
Il pezzo è stato interpretato anche in maniera più convenzionale. Ne esistono versioni vocali ad opera di Ingrid Sertso, Linda Sharrock, Ann Dyer (1995), e Radka Toneff (1981 ad Amburgo). Chris Connor ne registrò una versione con Stan Kenton. Branford Marsalis ha interpretato Lonely Woman in una versione di oltre sedici minuti suonata costantemente fuori tempo. Infine, il brano fu registrato da numerosi altri artisti come Stephen Scott, Kenny Garrett, Joshua Redman, e Marian McPartland.
Nel 1990, John Zorn con la sua band Naked City ne ha fornito una versione rock in cui la melodia principale è allungata a 18 battute. In precedenza, il pezzo era stato reinterpretato anche fuori dall'ambiente jazz: Gli Amon Düül II lo interpretarono nell'album Hijack (1974) con un nuovo testo di loro composizione; nel 1987, Lonely Woman venne ripresa dal Kronos Quartet in una versione suonata con tempo dispari in 7/4.